# Phaeoptilum spinosum
Phaeoptilum es un género monotípico de plantas herbáceas perteneciente a la familia Nyctaginaceae. Su única especie: Phaeoptilum spinosum es originaria de Sudáfrica.

## Descripción
Es un arbusto de hasta 3 m de altura. Las ramas terminan en espinas, ramas con hacinamiento. Corteza amarillo grisáceo y marrón grisáceo. Las hojas verde grisáceo, de 5-35 × 1-4 mm., lineal-cuneiformes, coriáceas, ápice redondeado o emarginado, glabros a pubescentes crujiente. Flores de color amarillo cremoso, perfumadas. Perianto de 6-8 mm de largo, densamente pubescente a tomentoso crujiente en el exterior;  Antocarpo 15-25 × 12-20 mm. (. incl alas), pubescentes a glabrescentes, rosa inflexión amarillento-verde, rojo o púrpura con la edad; alas más o menos semicirculares, apergaminadas; fusiforme la porción central; la fruta de 7-8 × 2.5-3 mm, queda oblongo-elípticas a grandes rasgos, de sección cuadrada, de reducidas estambres alrededor de la base.

## Taxonomía
Phaeoptilum spinosum fue descrita por Ludwig Adolph Timotheus Radlkofer y publicado en Abhandlungen herausgegeben vom Naturwissenschaftlichen Vereins zu Bremen 8: 436. 1883.
Sinonimia
- Amphoranthus spinosus (Radlk.) S.Moore
- Phaeoptilum heimerli Engl.
- Nachtigalia protectoratus Schinz ex Engl.